# III (EP de JoJo)
III. (Tringle) es un sencillo lanzado como EP por la cantante y compositora estadounidense JoJo. El tringle consiste en tres canciones nuevas, «When Love Hurts», «Save My Soul» y «Say Love». Los sencillos se estrenaron en la página oficial de soundcloud de JoJo el 20 de agosto de 2015 y fueron lanzados oficialmente el 21 de agosto de 2015 a todos los minoristas digitales antes de su próximo tercer álbum de estudio, Mad Love. (2016).

## Promoción
Antes del lanzamiento, JoJo presentó «When Love Hurts» y «Say Love» por primera vez en vivo en iHeartMedia el 6 de agosto de 2015, y realizó presentaciones íntimas a las que asistieron sus fanes antes del lanzamiento oficial del tringle. Desde entonces ha estado actuando en varios clubes y ha asistido a muchas entrevistas con Teen Vogue, Jezebel, MTV, VH1, Time y Billboard, entre otros.

### Sencillo
«When Love Hurts» impactó oficialmente en la radio Mainstream en los Estados Unidos el 17 de noviembre de 2015 como el sencillo principal del EP.

### Videos musicales
JoJo lanzó un video musical para la canción «When Love Hurts» el 28 de septiembre de 2015, a través de MTV. Luego lanzó el video musical de «Say Love» el 27 de octubre de 2015. El video musical de «Save My Soul» fue lanzado el 8 de enero de 2016.

### Gira
El 5 de octubre de 2015 JoJo anunció su segunda gran gira nacional titulada The I Am JoJo Tour a través de su página oficial de Twitter. La gira visitará 23 ciudades de toda América del Norte a partir del 2 de noviembre en el Triple Rock Social Club de Minneapolis y se extenderá hasta el final de año, completando el 25.º cumpleaños de JoJo el 20 de diciembre en el salón Hi Ho de Nueva Orleans.

## Listado de canciones
| N.º | Título                                                | Productor(es)        | Duración |  |
| 1.  | «When Love Hurts»                                     | Benny Blanco, Evigan | 3:35     |  |
| 2.  | «Save My Soul»                                        | The Family           | 3:44     |  |
| 3.  | «Say Love»                                            | Samuels              | 3:38     |  |
| 4.  | «The Story of III.» (Comentario exclusivo de Spotify) |                      | 3:21     |  |

## Rankings
| Canción           | Chart (2015-16)                       | Mejor posición |
| ----------------- | ------------------------------------- | -------------- |
| «When Love Hurts» | US Hot Singles Sales (Billboard)      | 7              |
| «When Love Hurts» | US Pop Digital Songs (Billboard)      | 27             |
| «When Love Hurts» | Estados Unidos (Hot Dance Club Songs) | 3              |
| «Save My Soul»    | US Pop Digital Songs (Billboard)      | 33             |
| «Say Love»        | US Pop Digital Songs (Billboard)      | 34             |